# Land of Nothing
Land of Nothing è il quinto EP dei Not Moving, registrato nel 1984 e pubblicato dalla casa discografica Area Pirata solo nel 2003.

## Tracce
Lato A
1. Lights Of The Night
2. In The Batland
3. You're Gone Away

Lato B
1. Land Of Nothing
2. A Wonderful Night To Die